# 相平衡
相平衡（そうへいこう、Phase Equilibrium）とは、同じ物質が複数の異なる相を取るとき、これらの相の間で平衡状態になることである。あるいは平衡状態になりうることを説明するための用語である。
例えば氷と水は同じ物質であるが性質が大きく異なる、すなわち相が異なる。平衡状態とは氷と水とが共存し、なおかつその構成比率が変化しない状態である。なお、氷が溶けたり水が凍ったりする現象は相転移と呼ばれる。暑い夏、コップに入った氷水においては氷と水とが共存しているが平衡状態にあるとは言えない。氷が溶け続けるためである。氷水がちょうど摂氏0度であれば氷と水の構成比率は変化せず、従って氷と水とは平衡状態にあると言える。平衡状態にあっても氷が溶けたり水が凍ったりする現象が止まっているわけではなく、双方の速度が等しいため構成比率が変化しないということである。